# Груа
Груа́, Ґруа (фр. Groix) — муніципалітет і острів у Франції, у регіоні Бретань, департамент Морбіан. Населення — 2282 особи (01.01.2021).
Муніципалітет розташований на відстані близько 460 км на захід від Парижа, 145 км на захід від Ренна, 55 км на захід від Ванна.

## Демографія
Динаміка населення (Cassini ):
Розподіл населення за віком та статтю (2006):
| Стать | Всього | До 15 років | 15-24 | 25-44 | 45-64 | 65-85 | Понад 85 |
| --- | ------ | ----------- | ----- | ----- | ----- | ----- | -------- |
| Чоловіки | 1060   | 140         | 104   | 220   | 348   | 240   | 8        |
| Жінки | 1200   | 144         | 112   | 192   | 360   | 316   | 76       |
| \| Статево-вікова піраміда \| Статево-вікова піраміда \| Статево-вікова піраміда \| \| ----------------------- \| ----------------------- \| ----------------------- \| \| Чоловіки \| Вік \| Жінки \| \| 8 \| 85 + \| 76 \| \| 32 \| 80-84 \| 96 \| \| 52 \| 75-79 \| 36 \| \| 84 \| 70-74 \| 84 \| \| 72 \| 65-69 \| 100 \| \| 116 \| 60-64 \| 80 \| \| 80 \| 55-59 \| 80 \| \| 56 \| 50-54 \| 88 \| \| 96 \| 45-49 \| 112 \| \| 72 \| 40-44 \| 64 \| \| 60 \| 35-39 \| 56 \| \| 52 \| 30-34 \| 44 \| \| 36 \| 25-29 \| 28 \| \| 36 \| 20-24 \| 44 \| \| 68 \| 15-20 \| 68 \| \| 44 \| 10-14 \| 48 \| \| 60 \| 5-9 \| 52 \| \| 36 \| 0-4 \| 44 \| |        |             |       |       |       |       |          |
| Статево-вікова піраміда |        |             |       |       |       |       |          |
| Чоловіки | Вік    | Жінки       |       |       |       |       |          |
| 8 | 85 +   | 76          |       |       |       |       |          |
| 32 | 80-84  | 96          |       |       |       |       |          |
| 52 | 75-79  | 36          |       |       |       |       |          |
| 84 | 70-74  | 84          |       |       |       |       |          |
| 72 | 65-69  | 100         |       |       |       |       |          |
| 116 | 60-64  | 80          |       |       |       |       |          |
| 80 | 55-59  | 80          |       |       |       |       |          |
| 56 | 50-54  | 88          |       |       |       |       |          |
| 96 | 45-49  | 112         |       |       |       |       |          |
| 72 | 40-44  | 64          |       |       |       |       |          |
| 60 | 35-39  | 56          |       |       |       |       |          |
| 52 | 30-34  | 44          |       |       |       |       |          |
| 36 | 25-29  | 28          |       |       |       |       |          |
| 36 | 20-24  | 44          |       |       |       |       |          |
| 68 | 15-20  | 68          |       |       |       |       |          |
| 44 | 10-14  | 48          |       |       |       |       |          |
| 60 | 5-9    | 52          |       |       |       |       |          |
| 36 | 0-4    | 44          |       |       |       |       |          |

## Економіка
2010 року серед 1220 осіб працездатного віку (15—64 років) 789 були активними, 431 — неактивною (показник активності 64,7%, у 1999 році було 56,6%). З 789 активних мешканців працювало 655 осіб (333 чоловіки та 322 жінки), безробітними було 134 (66 чоловіків та 68 жінок). Серед 431 неактивної 70 осіб було учнями чи студентами, 228 — пенсіонерами, 133 були неактивними з інших причин.

У 2010 році в муніципалітеті було 1113 оподаткованих домогосподарств, в яких проживали 2238,5 особи, медіана доходів виносила 16 500 євро на одного особоспоживача

## Галерея зображень

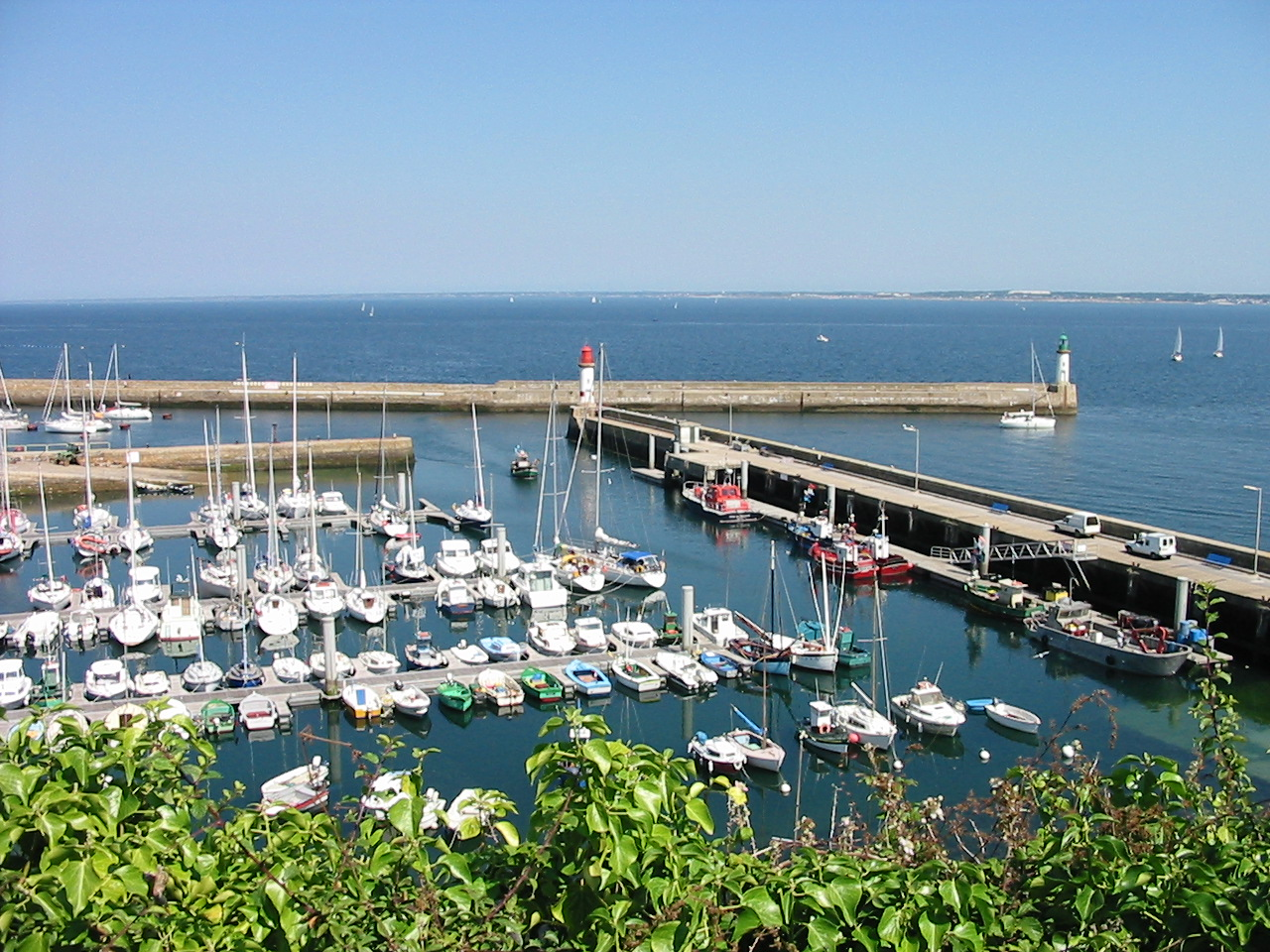
Головний порт Ґруа
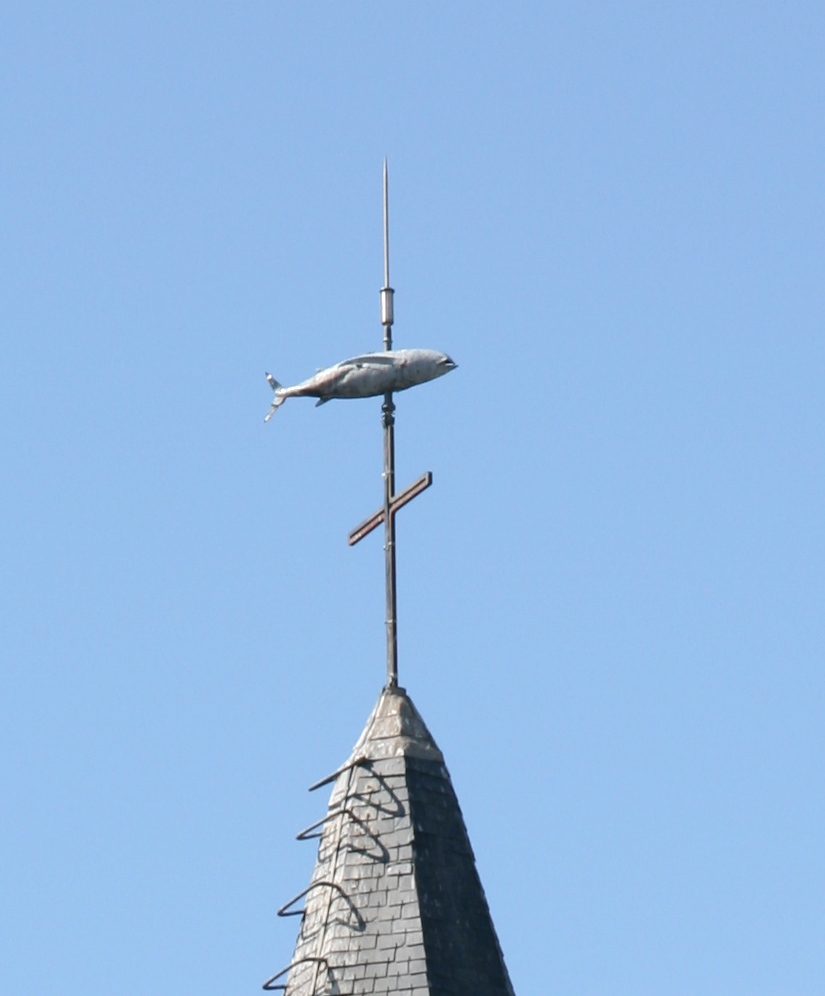
Своєрідна верхівка церкви
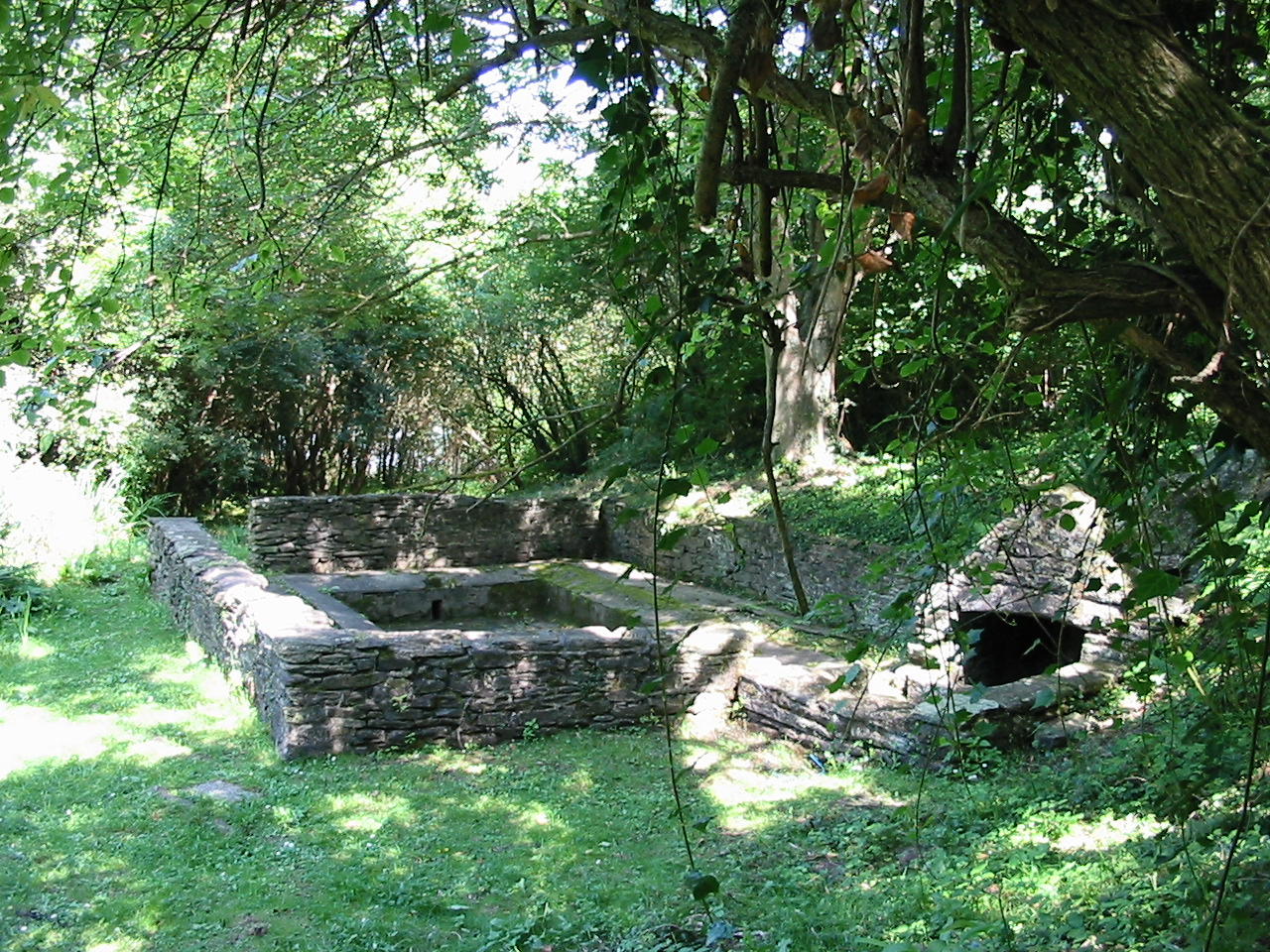
Колишня пральня на острові
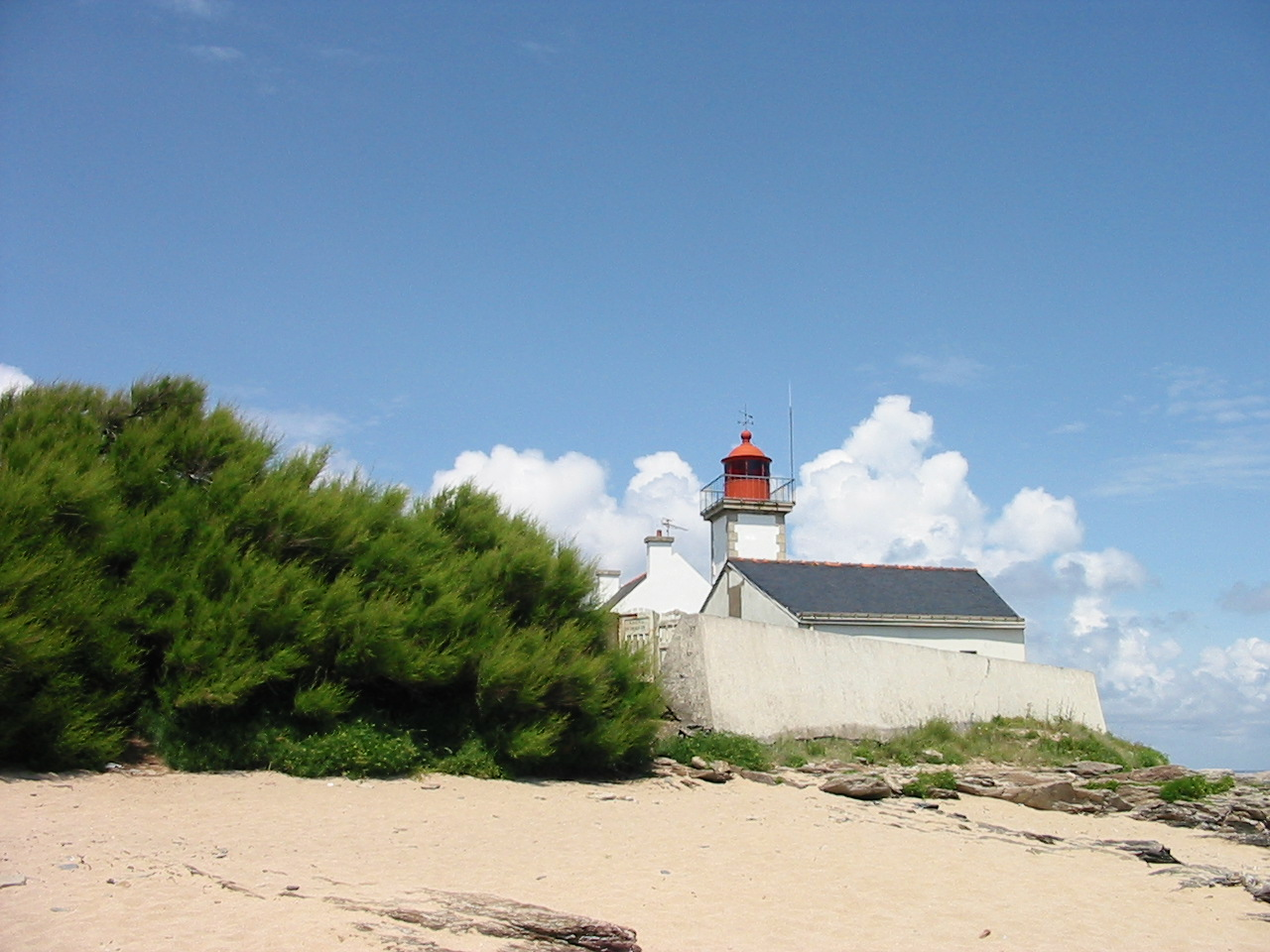
Вид на будівлі
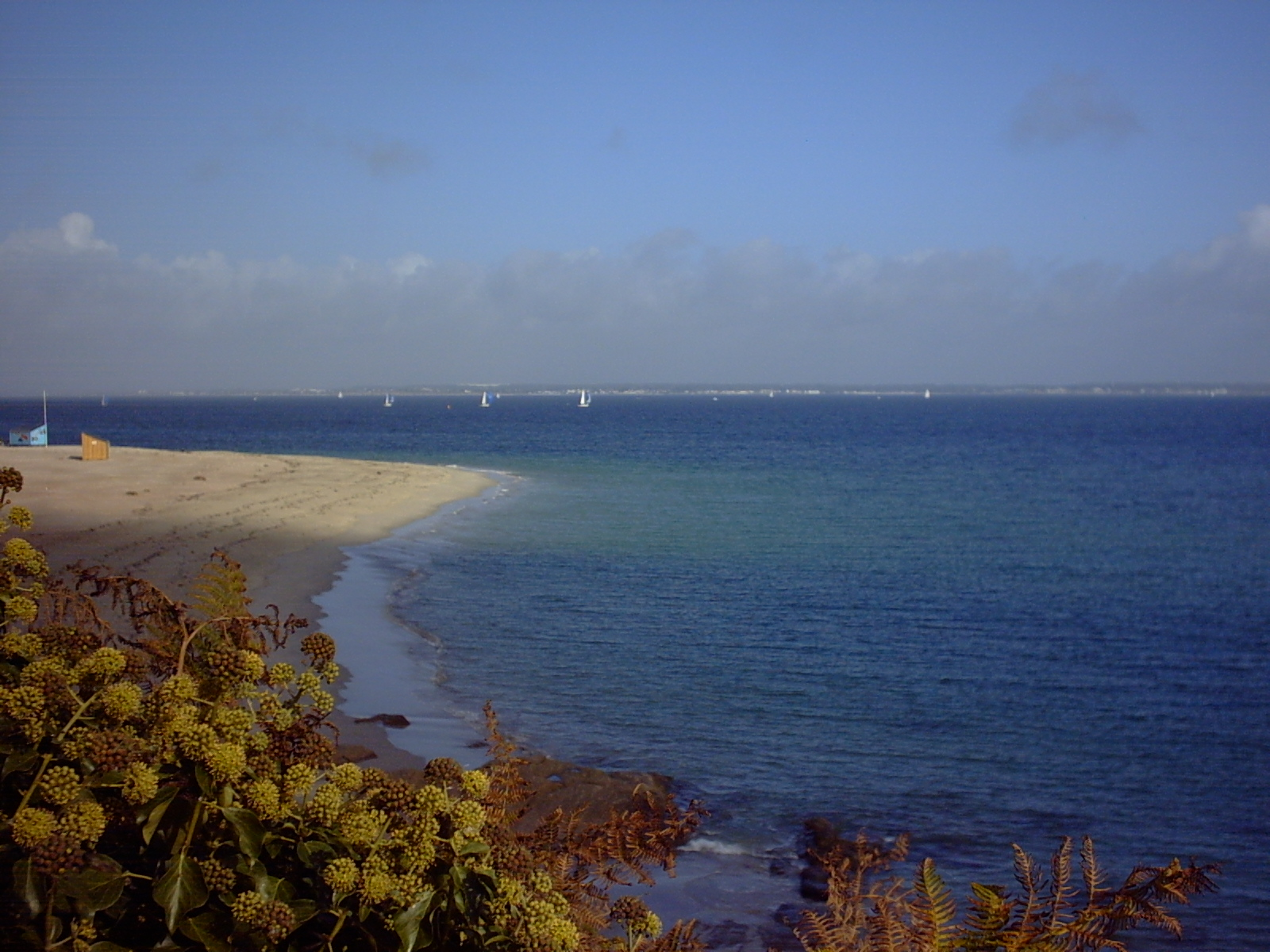
Пляж великих пісків
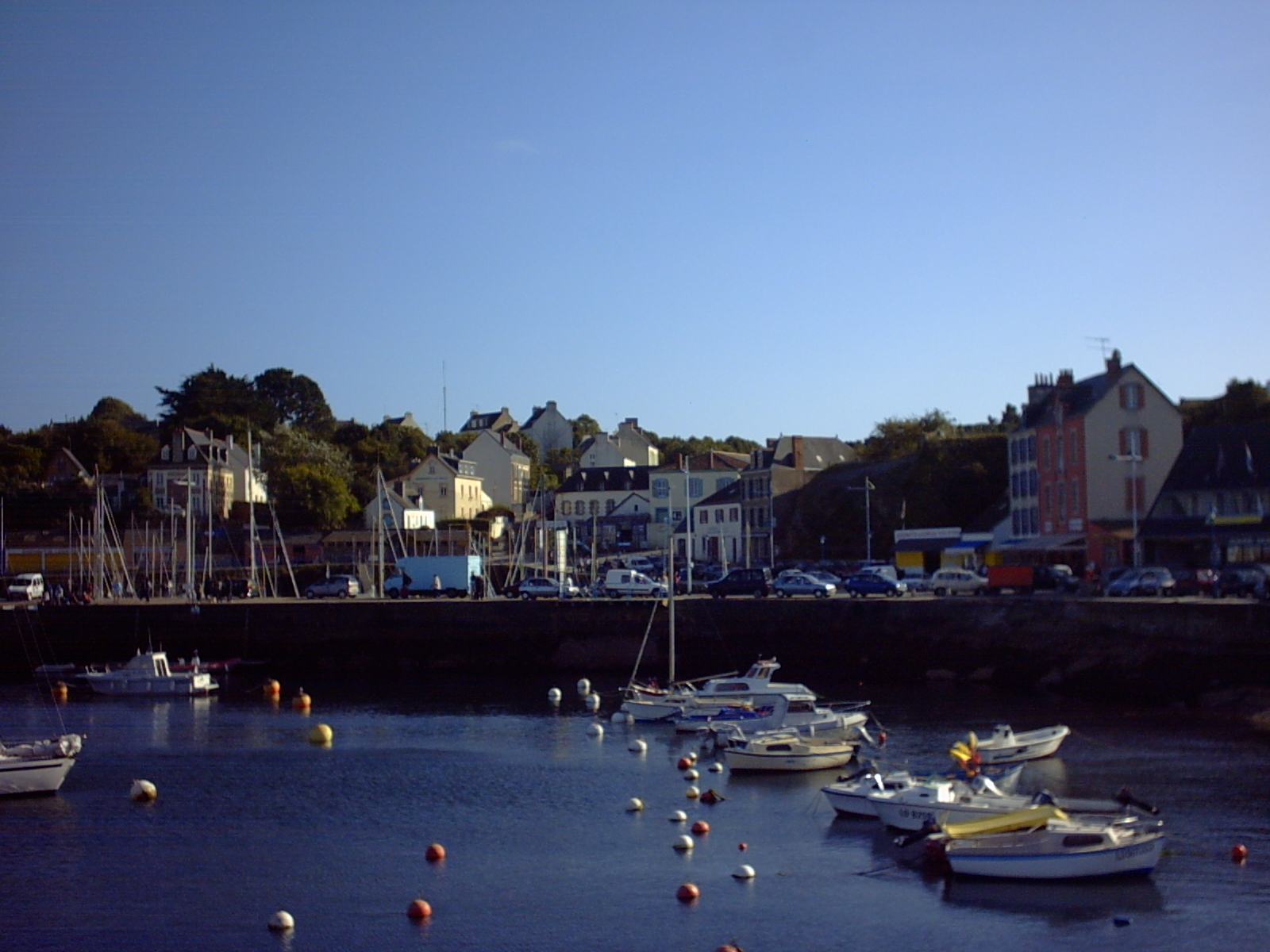
Порт Тюді
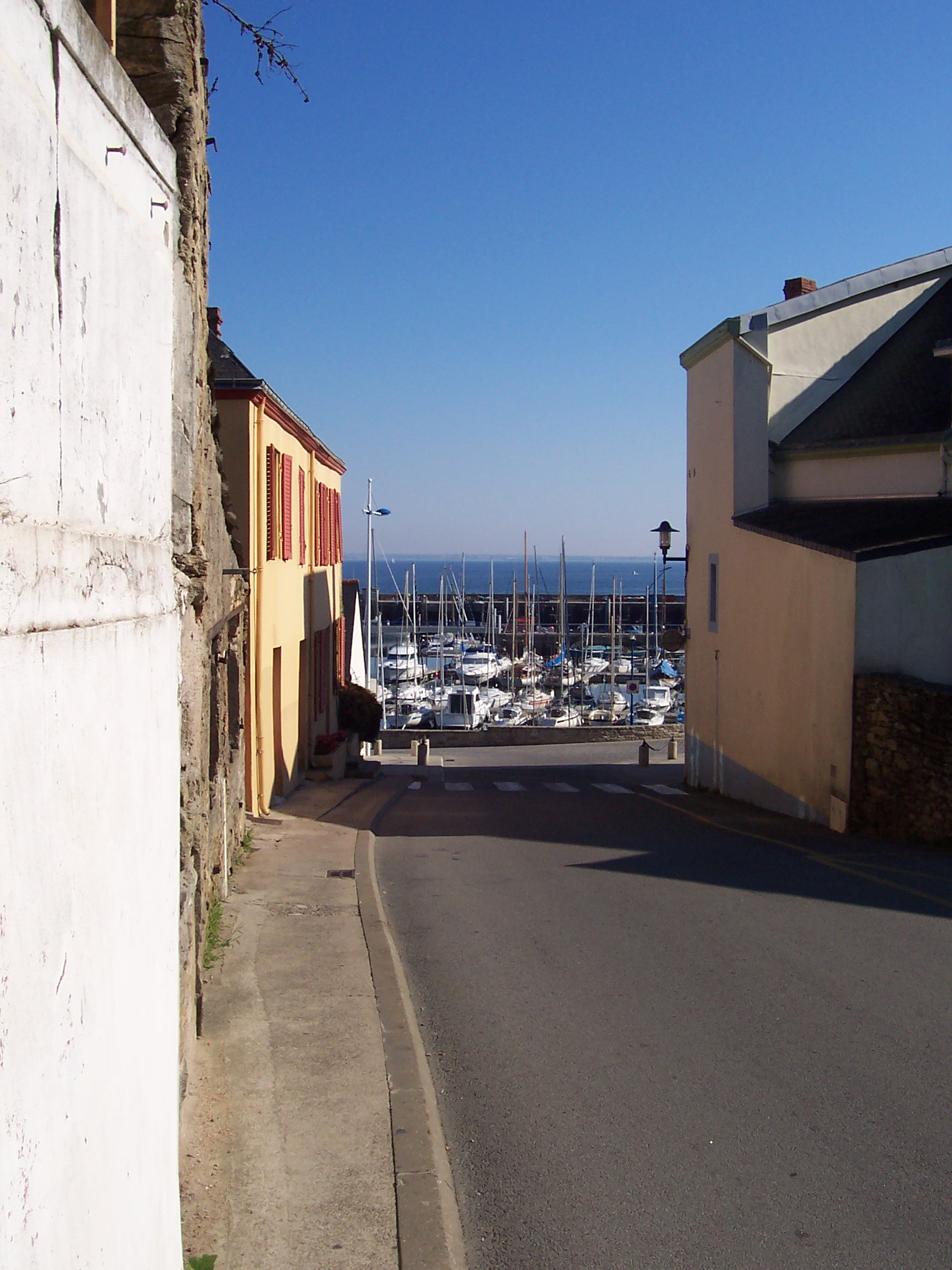
Вид на порт знизу гавані
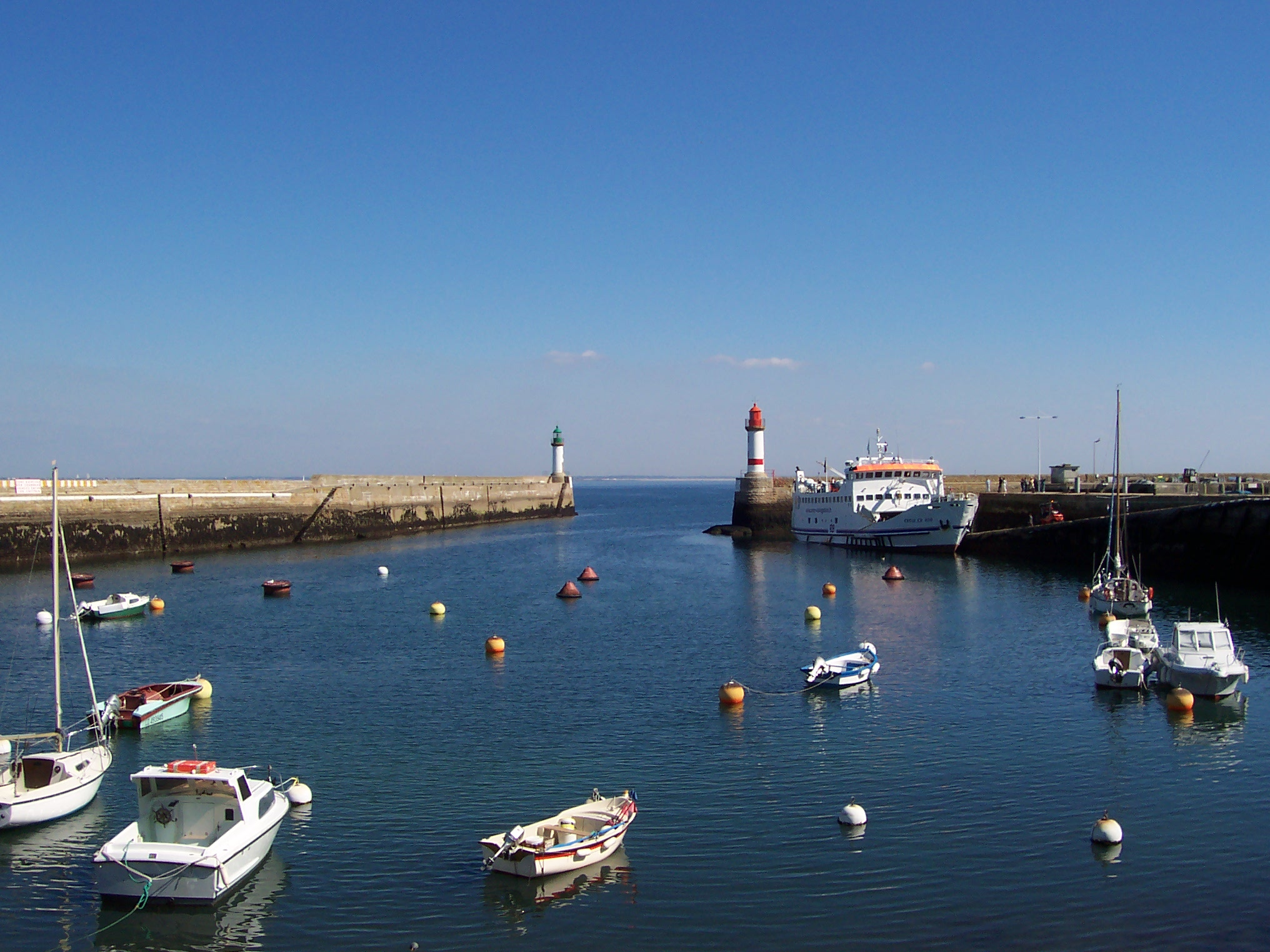
Вид головного басейну порту Тюді
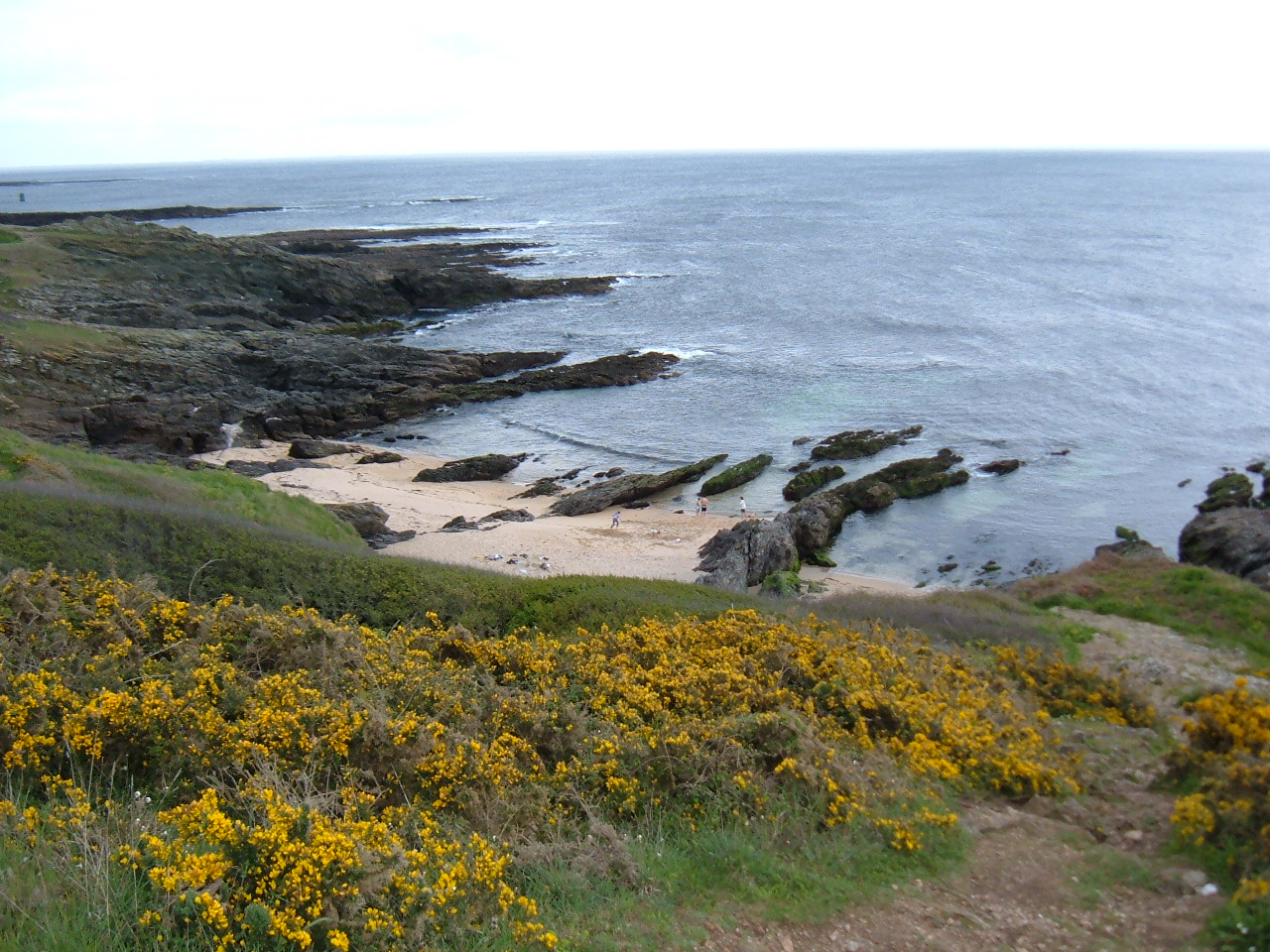
Краєвиди узбережжя
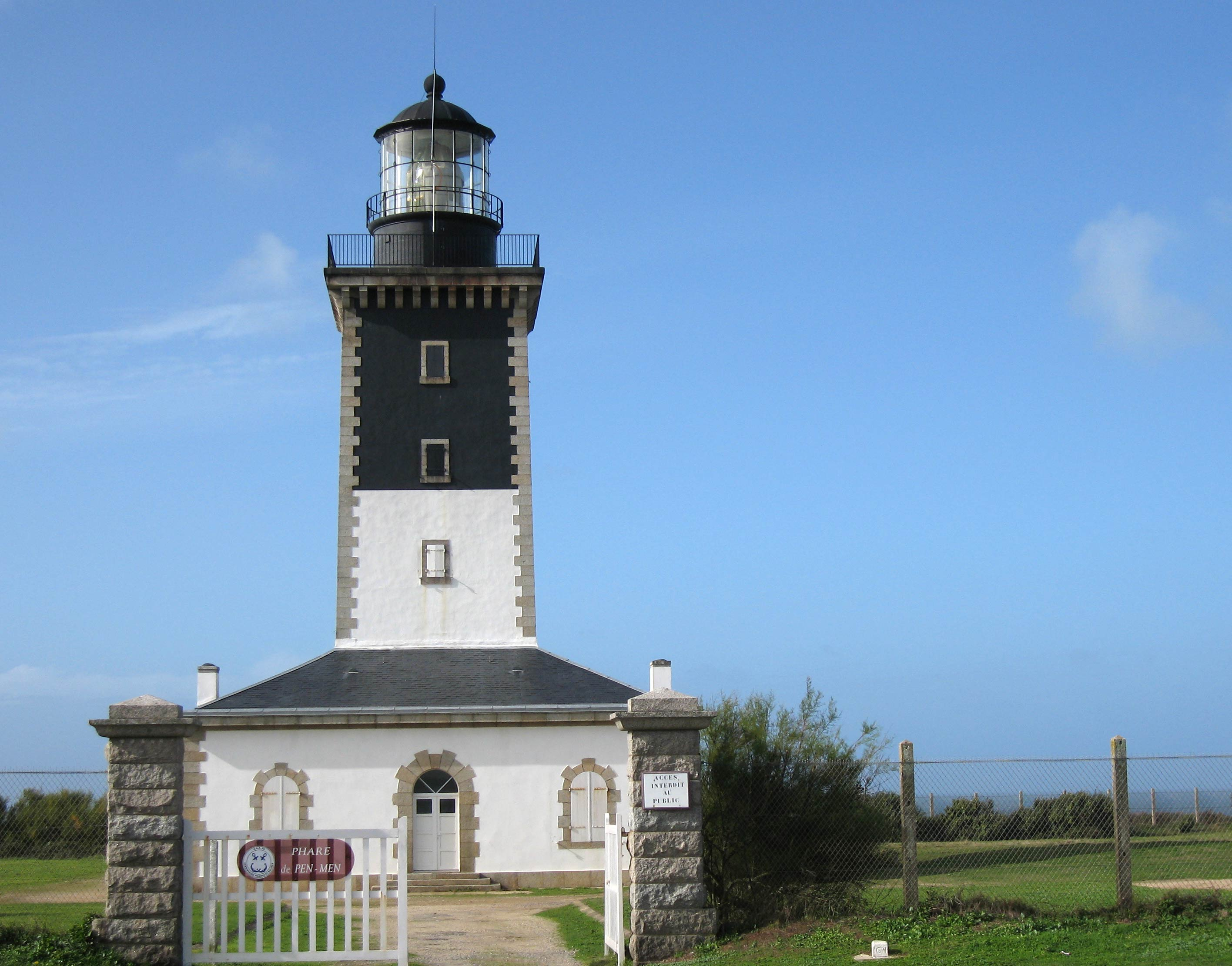
Маяк
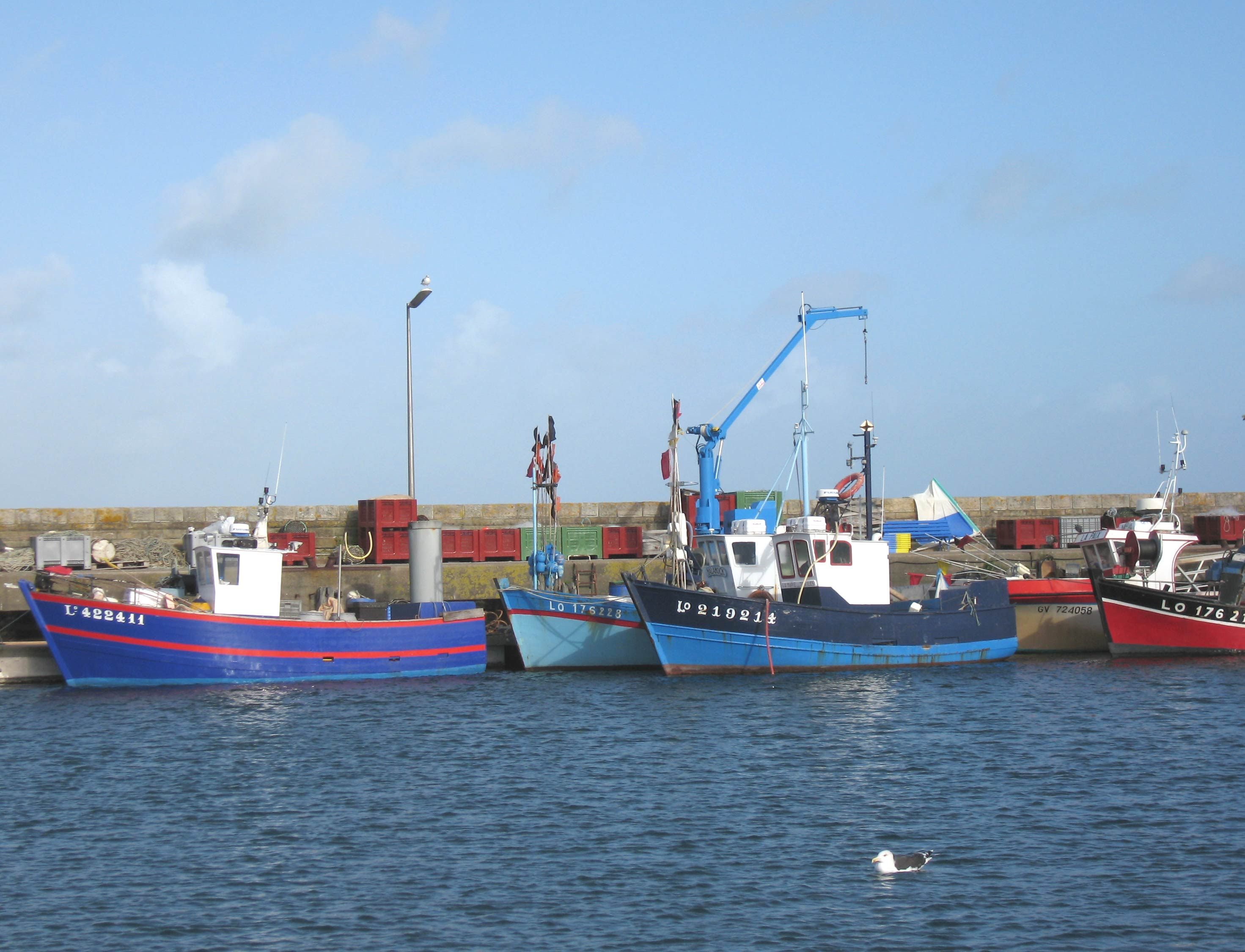
Бухта кораблів
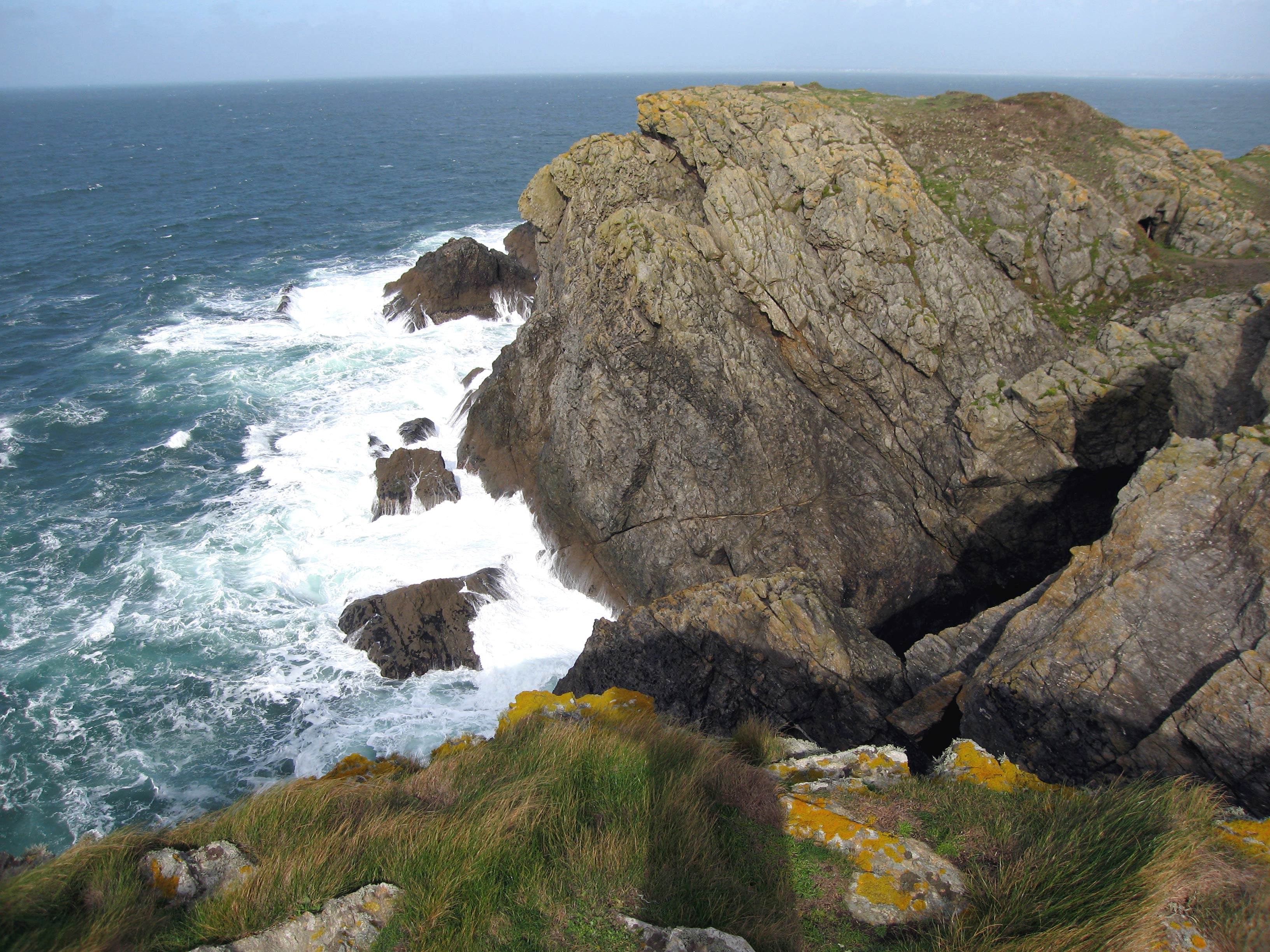
Небезпечні скелі острова
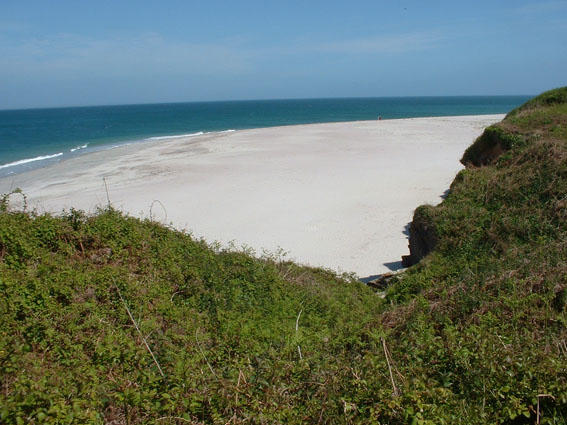
Пляж великих пісків
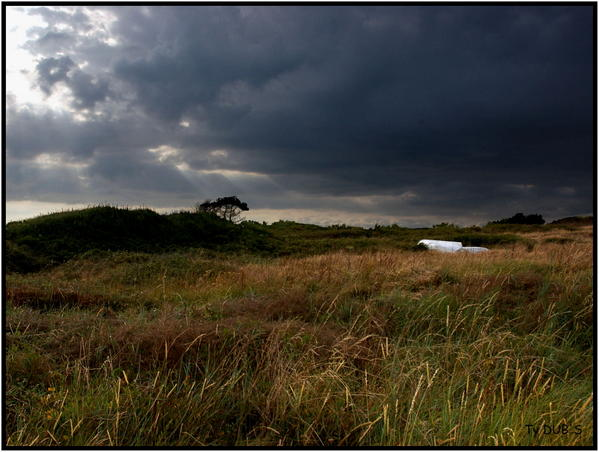
Пейзаж Ґруа
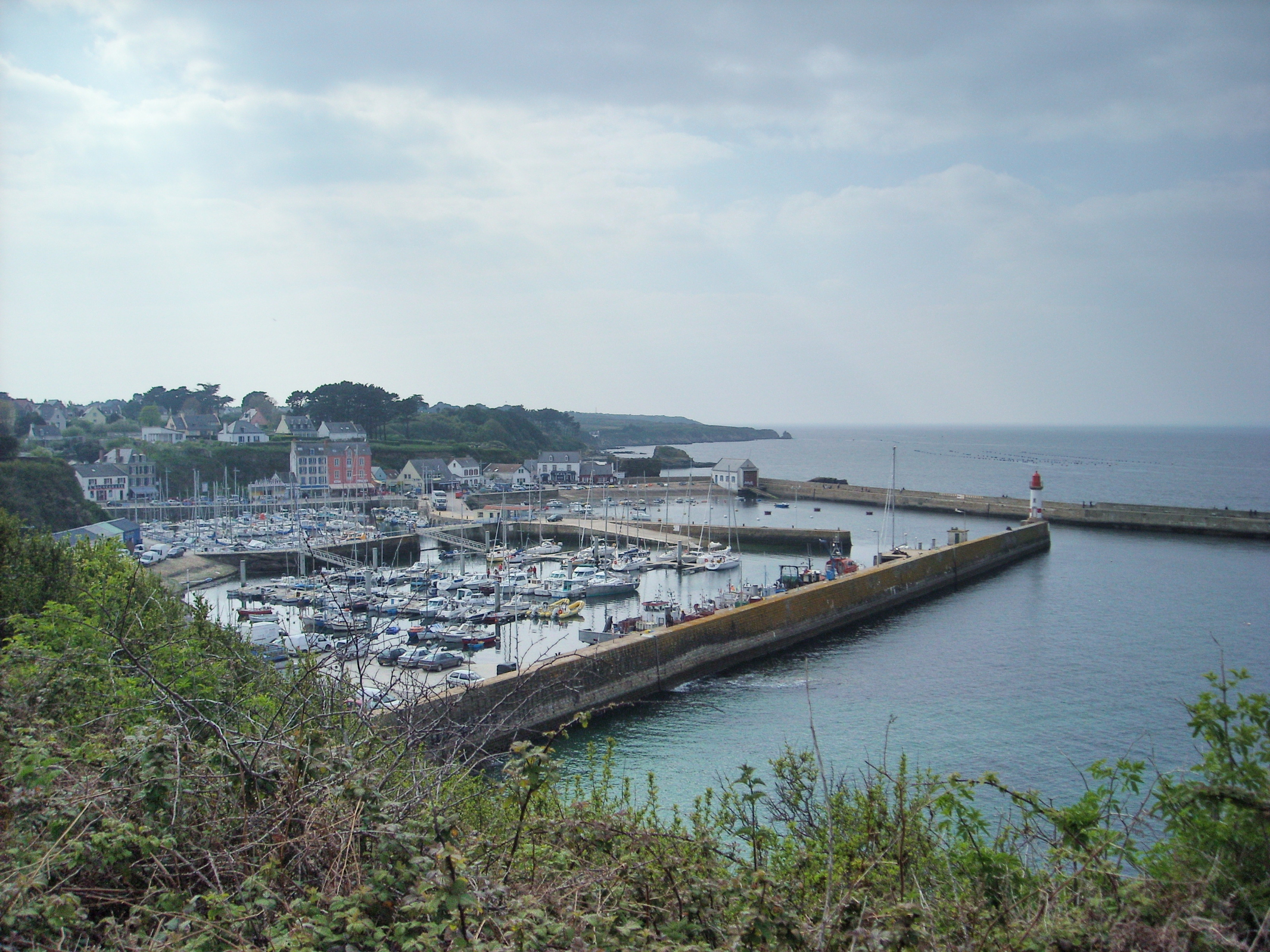
Порт Тюді
Топографічна мапа острову